# Орегонскоприморски пенутијски језици
Орегонскоприморски пенутијски језици су хипотетичка језичка породица, коју чине три мала језика северноамеричких староседелаца. Иако велики део сличности између три језика који припадају овој породици потиче од дуготрајног међусобног контакта, део лингвиста, као на пример Скот ДеЛенси, заступа становиште да су се они у даљој прошлости развили из заједничког прајезика. Ова хипотетичка језичка породица припада такође хипотетичкој пенутијској макро-породици језика.

## Класификација
Орегонскоприморски пенутијски језици и њихови дијалекти:
- Алски језик
  - Јаквински дијалекат,[1] којим је говорио народ Јаквина, уз централну обалу Орегона око залива Јаквина и око реке Јаквина.
  - Алски дијалекат,[1] којим је говорио народ Алси, уз централну обалу Орегона око залива Алси и око река Алси и Јахатс.
- Сајуслоски језик
  - Сајуслоски дијалекат, којим је говорио народ Сајусло, уз централну обалу Орегона око реке Сајусло и око језера Силткус.
  - Куички дијалекат, којим је говорио народ Куич (или Доњи Амква), уз централну обалу Орегона око Винчестер Беја и око доњег тока реке Амква и око реке Смит.
- Куски језик
  - Ханиски дијалекат, којим је говорило племе Ханис народа Кус, уз јужну обалу Орегона у близини залива Кус и око реке Кус.
  - Милучки дијалекат, којим је говорило племе Милук народа Кус, уз јужну обалу Орегона око естуара Саут Слоу залива Кус и око доњег тока реке Коквил.